# Baltimore Orioles
Die Baltimore Orioles sind ein Major-League-Baseball-Team der American League mit Sitz in Baltimore im US-Bundesstaat Maryland. Der Verein trägt seine Heimspiele im Oriole Park at Camden Yards aus. Wappentier der Orioles ist der namensgebende Baltimoretrupial (Icterus galbula), ein nordamerikanischer Singvogel, den die Spieler auf den Mützen zeigen.

## Geschichte

### Milwaukee Brewers
Die Geschichte der Baltimore Orioles geht auf die Milwaukee Brewers der Western League zurück, die 1894 gegründet worden war. 1900 benannte sich die Western League in American League um und erklärte sich 1901 zu einer Major League, in der die Brewers Gründungsmitglied waren. Nach nur einer Saison zog das Team dann von Milwaukee nach St. Louis.
Im Jahr 1901, der ersten Saison, in der die AL als Major League fungierte, belegten die Brewers mit einer Bilanz von 48-89 (.350) den letzten Platz unter den acht Teams der Liga. Während ihrer einzigen Major-League-Saison in Milwaukee spielte das Team auf den Lloyd Street Grounds zwischen der 16th und 18th Street in Milwaukee.

### St. Louis Browns
In St. Louis wurde das Team in St. Louis Browns umbenannt, in Erinnerung an das originale Team aus den 1880er-Jahren, welches nun als die St. Louis Cardinals bekannt ist. In den meisten Jahren in St. Louis waren die Browns ein mittelmäßiges bis schlechtes Team, das nur in den 1920er-Jahren einige gute Spielzeiten hatte, aber seine Ligarivalen wie die New York Yankees oder die Washington Senators nicht gefährden konnte. Sie blieben auch immer im Schatten des Stadtrivalen in der National League.
Nach Jahren des Wohlstands verkaufte Hedges das Team 1915 an den Kühlhausmagnaten Phil Ball, dem die St. Louis Terriers aus der untergegangenen Federal League gehörten. In Balls Amtszeit als Eigentümer erlebten die Browns ihre erste Blütezeit; in den frühen 1920er Jahren waren sie fast immer vorne dabei und wurden 1922 sogar Zweiter. Er unternahm erhebliche Anstrengungen, um die Browns wettbewerbsfähig zu machen und investierte alle Gewinne wieder in das Team.
Ball beging jedoch mehrere Fehler, die das Team noch jahrelang belasten sollten. Sein erster großer Fehler war die Entlassung von Branch Rickey im Jahr 1919, dem ortsansässigen Genie im Front Office der Browns, aufgrund eines Egokonflikts, was Rickey dazu veranlasste, zu den Cardinals zu wechseln. 1920 überzeugte Sam Breadon, der gerade die Cardinals gekauft hatte, Ball davon, seinem Team zu erlauben, das Heim der Browns, den Sportsman’s Park, zu teilen. Mit dem Geld aus dem Verkauf des Robison Field der Cardinals begann Rickey mit dem Aufbau eines umfangreichen Farmsystems. Dieses brachte schließlich eine Reihe von Starspielern hervor, die den Cardinals eine weitaus größere Anziehungskraft verliehen als den Browns.
Ball sagte zuversichtlich voraus, dass 1926 eine World Series im Sportsman's Park stattfinden würde. In Erwartung dessen erhöhte er die Kapazität seines Stadions von 18.000 auf 30.000. Tatsächlich fand 1926 eine World Series im Sportsman's Park statt, aber es waren die Cardinals, nicht die Browns, die dort spielten und die Yankees schlugen. St. Louis galt bis dahin als „Browns-Stadt“; nach 1926 dominierten die Cardinals den St. Louis-Baseball, obwohl sie technisch gesehen immer noch Mieter der Browns waren. Währenddessen fielen die Browns schnell in den Keller.
Ball starb 1933. Sein Nachlass verwaltete das Team drei Jahre lang, bis Rickey dabei half, einen Verkauf an den Investmentbanker Donald Lee Barnes zu vermitteln, dessen Schwiegersohn Bill DeWitt der General Manager des Teams war. Um den Kauf zu finanzieren, verkaufte Barnes 20.000 Aktien zu einem Preis von 5 Dollar pro Stück an die Öffentlichkeit – eine ungewöhnliche Praxis für eine Sportfranchise.
Im Jahr 1944, während des Zweiten Weltkriegs, gewannen die Browns ihren einzigen Wimpel der American League in St. Louis und waren damit das letzte der 16 Teams, die von 1901 bis 1960 in der Major League spielten, das an einer World Series teilnahm. Im Vergleich dazu hatte jedes der anderen sieben Teams der American League an mindestens drei World Series teilgenommen und sie mindestens einmal gewonnen. Einige Kritiker bezeichneten dies als Glücksfall, da die meisten Stars der Major League freiwillig zum Militär gingen oder eingezogen wurden. Viele der besten Spieler der Browns wurden jedoch als 4-F (wehrunfähig) eingestuft. In der World Series 1944, der letzten World Series, die bis 2020 komplett in einem Stadion ausgetragen wurde, traten sie gegen ihre Lokalrivalen, die Cardinals, an und verloren 4:2. Nach der Saison verkaufte Barnes die Browns an den Geschäftsmann Richard Muckerman, der sich mehr um die Verbesserung des Sportsman's Park kümmerte als um bessere Spieler.
Die Saison 1945 ist vielleicht am besten in Erinnerung geblieben, weil die Browns den Utility-Outfielder Pete Gray unter Vertrag nahmen, den einzigen einarmigen Major-League-Positionsspieler der Geschichte. 1946 stürzten sie auf den siebten Platz ab. Während ihrer Zeit in St. Louis konnten sie nie wieder einen Sieg verbuchen, was zum Teil daran lag, dass Muckerman nicht bereit war, die Leistung auf dem Spielfeld zu verbessern. Muckerman verkaufte das Team 1949 an DeWitt, dem es jedoch nicht gelang, die Talfahrt zu stoppen.
1951 kaufte Bill Veeck, der schillernde ehemalige Besitzer der Cleveland Indians, die Browns. In St. Louis setzte er die Werbekampagnen und wilden Streiche fort, die ihn berühmt und von vielen geliebt und von vielen anderen verabscheut gemacht hatten. Seine berüchtigtste Aktion in St. Louis fand am 19. August 1951 statt, als er den Manager der Browns, Zack Taylor, anwies, Eddie Gaedel, einen 3 Fuß 7 Inch großen und 65 Pfund schweren Zwerg, als Pinch Hitter auf das Feld zu schicken. Als Gaedel das Feld betrat, trug er ein Browns-Trikot mit der Nummer 1⁄8 und kleinen Hausschuhen, die am Ende wie Elfenschuhe hochgezogen waren. Diese Aktion erzürnte den Präsidenten der American League, Will Harridge, der Gaedels Vertrag am nächsten Tag auflöste. In einer anderen Aktion von Veeck verteilten die Browns Plakate mit der Aufschrift Take, Swing, Bunt usw. – an die Fans und erlaubten ihnen, einen Tag lang Entscheidungen über den Manager zu treffen. Taylor bewertete pflichtbewusst die Ratschläge der Fans und gab das Schild entsprechend weiter.
Veeck war der Meinung, dass St. Louis ein zu kleiner Markt für zwei Mannschaften war und plante, die Cardinals aus der Stadt zu vertreiben. Er nahm viele der beliebtesten Ex-Spieler der Cardinals unter Vertrag und brachte dadurch viele ihrer Fans dazu, die Browns zu besuchen. Veeck verpflichtete den ehemaligen Cardinals-Star Dizzy Dean für einen Rundfunkvertrag und holte den ehemaligen Redbirds-Star Rogers Hornsby als Manager. Außerdem holte er den ehemaligen Browns-Fanliebling Vern Stephens zurück und verpflichtete den ehemaligen Cardinals-Pitcher Harry Brecheen, die beide 1944 in der World Series für St. Louis gespielt hatten. Er räumte den Sportsman's Park von jeglichem Cardinals-Material frei und stattete ihn ausschließlich mit Browns-Erinnerungsstücken aus. Er zog sogar mit seiner Familie in eine Wohnung unter der Tribüne.
Veecks Effekthascherei und seine farbenfrohen Werbekampagnen sorgten dafür, dass die Fans bei einem Browns-Spiel mehr Spaß hatten und unberechenbarer waren als bei einem Spiel der Cardinals. Zur gleichen Zeit bekamen die Cardinals die Auswirkungen von Rickeys Weggang zu den Brooklyn Dodgers im Jahr 1942 zu spüren.
Anfang 1953 wurde der Eigentümer der Cardinals, Fred Saigh, wegen Steuerhinterziehung angeklagt und bekannte sich schließlich zu einer geringeren Anklage. Angesichts der fast sicheren Verbannung aus dem Baseball war Saigh gezwungen, die Cardinals zum Verkauf anzubieten. Eine Zeit lang gab es keine glaubwürdigen Angebote von Interessengruppen aus St. Louis und es sah so aus, als ob Veecks Rundumschlag gegen die Cardinals sie tatsächlich zum Verlassen der Stadt zwingen könnte. Saigh lehnte jedoch höhere Angebote von auswärtigen Käufern zugunsten eines Angebots der in St. Louis ansässigen Anheuser-Busch-Brauerei ab, die mit der Absicht einstieg, die Cardinals in St. Louis zu halten. Veeck erkannte schnell, dass die Cardinals nun über mehr Ressourcen verfügten, als er je hätte erreichen können. Widerstrebend beschloss er, St. Louis an die Cardinals abzutreten und die Browns woanders anzusiedeln. Die Browns waren schon früher Kandidaten für einen Umzug gewesen. Im Jahr 1941 waren die Browns ein Umzugskandidat in der American League, sie sollten nach Los Angeles umziehen, dies wurde allerdings durch den Angriff auf Pearl Harbor am 7. Dezember 1941 verhindert.
Kurz nachdem Anheuser-Busch den Kauf der Cardinals abgeschlossen hatte, verkaufte Veeck den Sportsman's Park an die Cardinals und beendete damit eine Situation, in der das populärere Team in einer Stadt mit zwei Teams der Mieter des weniger populären Teams war. Es ist sehr wahrscheinlich, dass Veeck den Park ohnehin hätte verkaufen müssen, da der 44 Jahre alte Park baufällig geworden war. Die Stadt drohte, ihn abreißen zu lassen und Veeck konnte es sich nicht leisten, die notwendigen Verbesserungen vorzunehmen, um ihn auf den neuesten Stand zu bringen.
Veeck versuchte, die Browns für die Saison 1953 zurück nach Milwaukee zu bringen, wo er in den 1940er Jahren die Brewers der American Association besessen hatte. Die anderen Besitzer der American League blockierten jedoch den Umzug, offenbar aus Gründen, die eher persönlicher als geschäftlicher Natur waren. Veeck versuchte daraufhin, die Browns nach Baltimore zu verlegen. Er setzte sich mit dem Bürgermeister Thomas D’Alesandro Jr. und dem Anwalt Clarence Miles in Verbindung, die sich dafür einsetzten, die Major League nach einem halben Jahrhundert Pause wieder nach Baltimore zu holen. Er wurde jedoch von den Eigentümern abgewiesen, die immer noch über die Werbegags, die er bei den Heimspielen der Browns veranstaltet hatte, wütend waren.
Nach der Saison schloss Veeck mit Miles ein Abkommen, das den Umzug der Browns nach Baltimore vorsah. Der Plan sah vor, dass Veeck die Hälfte seines 80-prozentigen Anteils an den Browns an Miles und mehrere andere Investoren aus Baltimore verkaufen würde, wobei Veeck als Haupteigentümer verbliebe. Obwohl der Präsident der American League, Will Harridge, versicherte, dass es keine Probleme mit der Zustimmung geben würde, stimmten nur vier Eigentümer mit „Ja“ – zwei fehlten zur Annahme. Berichten zufolge war dies darauf zurückzuführen, dass der Yankees-Miteigentümer Del Webb um Unterstützung für den Umzug der Browns nach Los Angeles warb.
Miles und D'Alesandro erkannten, dass die Eigentümer lediglich nach einer Möglichkeit suchten, Veeck zu vertreiben. Innerhalb der nächsten 48 Stunden sammelte Miles genug Unterstützung von seiner Investorengruppe, um Veecks Anteil für 2,5 Millionen Dollar vollständig aufzukaufen. Der Plan sah vor, dass der Bierbrauer Jerold Hoffberger aus Baltimore als größter Einzelaktionär hervorging, obwohl Miles Präsident des Teams wurde. Da sein einziges Druckmittel, der Besitz von Sportsman's Park, weg war und ihm die Liquidierung seiner Franchise drohte, hatte Veeck keine andere Wahl, als zuzustimmen. Miles’ erste Handlung bestand darin, einen erneuten Antrag auf Umzug nach Baltimore für die Saison 1954 zu stellen. Da Veeck „aus dem Weg geräumt“ war, wurde dieser Antrag schnell genehmigt.

### Baltimore Orioles
Das Team wurde in Baltimore gleich wieder in Baltimore Orioles umbenannt, ein Name, der in der Stadt Tradition hatte. Im letzten Jahrzehnt des 19. Jahrhunderts war ein Team unter diesem Namen in der National League ansässig, in dem mit Willie Keeler, John McGraw, Wilbert Robinson und Hughie Jennings verschiedene Mitglieder der Baseball Hall of Fame spielten. Auch die New York Yankees spielten ihr erstes Jahr in der American League vor ihrem Umzug nach New York als Baltimore Orioles. Ebenfalls unter dem Namen Orioles spielte von 1903 bis 1953 ein Team in der International League auf dem AAA-Level der Minor Leagues. Aus diesem Team wechselte Babe Ruth 1916 zu den Boston Red Sox.
Sechs Jahre brauchten die neuen Orioles, um in der American League um die Meisterschaft mitspielen zu können. Durch ein gut funktionierendes Farmsystem entwickelten sich Spieler wie Brooks Robinson, Boog Powell und Dave McNally zu Starspielern. 1966 wechselte Frank Robinson von den Cincinnati Reds zu den Orioles. Robinson war der erste Spieler, der in beiden Ligen zum MVP gewählt wurde. In diesem Jahr gewannen die Orioles erstmals in Baltimore den Titel in der American League. In der World Series konnten die O's die favorisierten Los Angeles Dodgers mit ihren Starwerfern Don Drysdale und Sandy Koufax mit 4:0 besiegen.
Den nächsten Titel konnten die Orioles 1969 mit dem Gewinn des Divisionstitels in der AL East feiern. Unter anderem durch die starken Leistungen ihres Pitchers Jim Palmer konnten die Orioles 109 Siege in dieser Saison für sich verbuchen. In der ersten American League Championship Series (ALCS) besiegte Baltimore die Minnesota Twins glatt mit 3:0 und ging als Favorit gegen die New York Mets in die World Series 1969. Allerdings behielten die Mets mit 4:1 die Oberhand.
1970 hatten die Orioles mit Jim Palmer, Dave McNally und Mike Cuellar drei Pitcher in ihren Reihen, die mindestens 20 Spiele gewannen. In der ALCS wurden wiederum die Minnesota Twins mit 3:0 besiegt. In der World Series gewannen die Orioles ihren zweiten Titel gegen die Cincinnati Reds mit 4:1 Spielen. Im folgenden Jahr gesellte sich Pat Dobson zu den anderen drei Werfern, sodass vier Orioles-Pitcher 1971 die Marke von 20 Siegen überschritten. Oakland wurde in der ALCS mit 3:0 geschlagen, aber die Pittsburgh Pirates mit Superstar Roberto Clemente waren in den Endspielen nicht zu bezwingen. Unter Manager Earl Weaver waren die Orioles das Team mit den meisten Siegen im Baseball in den Jahren 1966–1982. 1983 gewannen die Orioles ihre bislang letzte World Series gegen die Philadelphia Phillies.
Zwei Jahre zuvor trug erstmals Cal Ripken Jr. das Trikot der Orioles in den Major Leagues. Bis zu seinem Rücktritt 2001 war er der Mittelpunkt seines Teams. Vom 30. Mai 1982 bis zum 20. September 1998 spielte Ripken in jedem Spiel mit und übertraf den Rekord von Lou Gehrig um über drei Spielzeiten.
1992 folgte der Umzug in das neue Stadion Oriole Park at Camden Yards. Im neuen Stadion und mit Spielern wie B. J. Surhoff, Randy Myers und Roberto Alomar knüpften die Orioles an ihre Leistungen in den 1970er-Jahren an und erreichten 1996 und 1997 die Play-offs. Dort mussten sie sich allerdings den Yankees und den Cleveland Indians geschlagen geben.

### Aktuelle Entwicklung
In den letzten Jahren waren die Orioles sehr erfolglos und mussten sich in der (sehr umkämpften) East-Division vor den bis 2007 notorisch erfolglosen Tampa Bay Devil Rays mit dem vorletzten, nach deren Erstarkung ab 2008 gar mit dem letzten Platz abfinden.
In der Saison 2010 wurde wegen der anhaltenden Erfolglosigkeit gleich zweimal der Manager entlassen. Dabei zeigte jedoch der Wechsel zum dritten Trainer des Jahres, Buck Showalter, positive Wirkung: In den letzten 57 Saisonspielen wurden noch 34 Siege und damit eine positive Bilanz unter dem neuen Manager erreicht (nach nur 32 Siegen in den 105 Spielen zuvor), was aber nichts mehr am letzten Platz in der Division änderte. Im Jahr 2011 setzte sich dieser kurzfristige Trend jedoch nicht fort, sodass auch weiterhin den Orioles in ihrer Division die Schlusslicht-Rolle blieb.

### 2012 Post Season
In Spiel 3 der Division Series gegen die New York Yankees schlugen beide Rookies Ryan Flaherty und Manny Machado einen Home Run. Noch nie gelang zwei Rookies ein und derselben Mannschaft in der Post Season so etwas. In der Best of Five-Serie erzielten die Orioles in jedem Spiel der Serie 3 oder weniger Runs. Nur 2 weitere Mannschaften konnten ebenso wenig Runs in einer Serie erzielen: Die Cincinnati Reds 1973 in der NLDS und die Houston Astros 1981 in der NLCS. Buck Showalter managte in drei Division Series, mit drei verschiedenen Mannschaften (1995 Yankees, 1999 Diamondbacks und 2012 Orioles), und verlor jedes Mal. Er hat jetzt 2097 Spiele gemanagt. Aktuell liegt er auf Platz 3 der ewigen Bestenliste (Regular Season, seit der Divisional-Play Variante 1969). Noch nie hat er ein Team in die League Championship Series gebracht. Vor ihm liegen noch Art Howe (2266 Spiele) und Frank Robinson (2241).

### Platzierungen der letzten Jahre
| American League East 2008–2018 |            |            |            |            |            |            |
| Jahr                           | 1.         | 2.         | 3.         | 4.         | 5.         | Postseason |
| 2008                           | TB (29.0)  | BOS (27.0) | NYY (21.0) | TOR (18.0) | 68 – 93    | ––         |
| 2009                           | NYY (39.0) | BOS (31.0) | TB (20.0)  | TOR (11.0) | 64 – 98    | ––         |
| 2010                           | TB (30.0)  | NYY (29.0) | BOS (23.0) | TOR (19.0) | 66 – 96    | ––         |
| 2011                           | NYY (28.0) | TB (22.0)  | BOS (21.0) | TOR (12.0) | 69 – 93    | ––         |
| 2012                           | NYY (2.0)  | 93 – 69    | TB (3.0)   | TOR (20.0) | BOS (24.0) | ALDS       |
| 2013                           | BOS (12.0) | TB (6.0)   | 85 – 77    | NYY (0.0)  | TOR (11.0) | ––         |
| 2014                           | 96 – 66    | NYY (12.0) | TOR (13.0) | TB (19.0)  | BOS (25.0) | ALCS       |
| 2015                           | TOR (12.0) | NYY (6.0)  | 81 – 81    | TB (1.0)   | BOS (3.0)  | ––         |
| 2016                           | BOS (4.0)  | 89 – 73    | TOR (0.0)  | NYY (5.0)  | TB (21.0)  | WC         |
| 2017                           | BOS (18.0) | NYY (16.0) | TB (5.0)   | TOR (1.0)  | 75 – 87    | ––         |
| 2018                           | BOS (61.0) | NYY (53.0) | TB (43.0)  | TOR (26.0) | 47 – 115   | ––         |

 Die farbig unterlegten Zellen beschreiben das eigene Abschneiden in der AL East, die Zahlen in Klammern die Abstände zu den anderen Teams am Ende der Saison.

WC = Wild Card, ALDS = AL Division Series erreicht, ALCS = AL Championship Series erreicht, AL = AL Pennant (World Series verloren), WSC = World Series Champion

## Nicht mehr vergebene Nummern
| Frank Robinson RF seit 1972 | Brooks Robinson 3B seit 1978 | Earl Weaver Coach, Manager seit 1982 | Jim Palmer P seit 1985 | Eddie Murray 1B, DH seit 1998 | Cal Ripken Jr. SS, 3B seit 2001 | Jackie Robinson gesamte MLB seit 1997 |

## Minor-League-Teams der Orioles
- AAA: Norfolk Tides, Norfolk, Virginia
- AA: Bowie Baysox, Bowie, Maryland
- Advanced A: Frederick Keys, Frederick, Maryland
- A: Delmana Shorebirds, Salisbury, Maryland
- Short A: Aberdeen Ironbirds, Aberdeen, Maryland
- Rookie: Bluefield Orioles, Bluefield, West Virginia
- Rookie: Venezuela Summer League Orioles, Venezuela

## Nicknames in der Major League
- 1901 Milwaukee Brewers
- 1902–1953 St. Louis Browns
- seit 1954 Baltimore Orioles

## Stadien in der Major League
- 1901 Lloyd Street Grounds in Milwaukee
- 1902–1953 Sportsman’s Park in St. Louis
- 1954–1991 Memorial Stadium in Baltimore
- seit 1992 Oriole Park at Camden Yards in Baltimore